# ラヴァーニャ
ラヴァーニャ(イタリア語: Lavagna)は、イタリア共和国リグーリア州ジェノヴァ県にある、人口約12,000人の基礎自治体（コムーネ）。

## 地理

### 位置・広がり

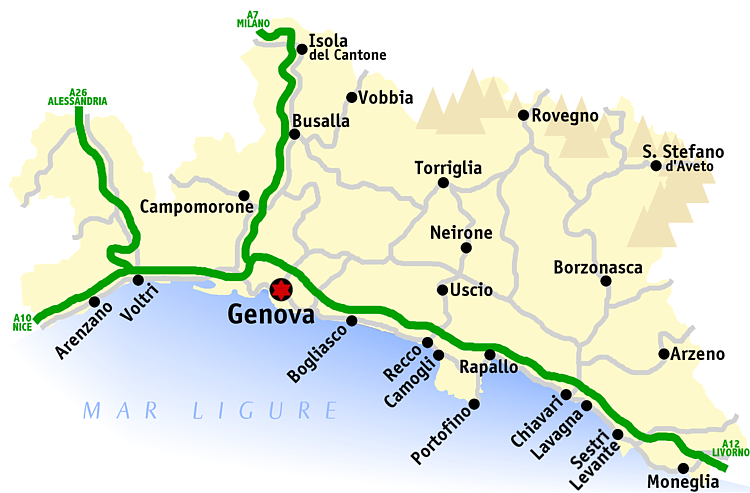
ジェノヴァ県概略図

#### 隣接コムーネ
隣接するコムーネは以下の通り。
- キアーヴァリ
- コゴルノ
- ネー
- セストリ・レヴァンテ

### 地震分類
イタリアの地震リスク階級 (it) では、3 に分類される
。

## 行政

### 分離集落
ラヴァーニャには、以下の分離集落（フラツィオーネ）がある。
- Barassi, Cavi di Lavagna, Santa Giulia di Centaura, Sorlana